# Notre-Dame de Kibeho
Notre-Dame de Kibeho est le nom sous lequel est invoquée la Vierge Marie telle qu'elle serait apparue à trois jeunes filles (Alphonsine Mumureke, Nathalie Mukamazimpaka et Marie-Claire Mukangango) à Kibeho, petit village du sud du Rwanda, du 28 novembre 1981 au 28 novembre 1989. Ces apparitions, dont le message porte sur la prière, la conversion des cœurs et sur le risque d'une guerre prochaine (génocide des Tutsi au Rwanda) si les chrétiens ne se convertissent pas, ont d'abord été l'objet de méfiance de la part de l'entourage des présumées voyantes. 
Une enquête canonique a amené l'évêque a autoriser le culte de Notre-Dame de Kibeho en 1988, puis de démarrer la construction d'une première chapelle en 1992. Après le génocide contre les tutsis, le sanctuaire marial reprend ses activités et les pèlerinages se développent.
En 2001, Augustin Misago, évêque de Gikongoro (de), prononce la reconnaissance officielle de ces apparitions. Kibeho devient un centre de pèlerinage connu même à l'extérieur du pays.

## Les apparitions

### Historique
Dans la journée du 28 novembre 1981, une jeune élève du collège de Kibeho, Alphonsine Mumureke, déclare voir « une dame » d'une beauté incomparable qui se serait présentée à elle comme la « Mère du Verbe ». Elle l'identifie aussitôt comme la Vierge Marie. Le phénomène va se reproduire à de nombreuses reprises, que ce soit en privé ou en public,,. L'apparition est décrite comme « une belle femme - ni blanche ni noire - flottant au-dessus du sol dans une robe fluide sans couture, avec un voile qui couvrait ses cheveux. Elle ne portait pas de chaussures »,.
Les premières réactions sont pour la plupart méfiantes, notamment de la part des professeurs du collèges et des autres élèves,. Rapidement, deux autres élèves du collège assurent avoir vu la Dame. Il s'agit de Nathalie Mukamazimpaka, à partir du 12 janvier 1982, et de Marie-Claire Mukangango à partir du 2 mars 1982. Même si les critiques et la méfiance restent vives, un groupe d'élèves et de professeurs assistent à des réunions avec les présumées voyantes où l'on récite le chapelet. Bientôt, la nouvelle se répand en dehors du collège et du village. On vient de la région entière pour voir les présumées voyantes mais surtout assister aux apparitions publiques. Les 31 mai et 15 août 1982, on compte environ 10 000 personnes venues assister aux présumées apparitions,.
Le 15 août 1982, les voyants décrivent la Vierge en pleurs. Devant 10 000 personnes, les trois voyantes Alphonsine, Nathalie et Marie-Claire, ont soudain des visions effrayantes : les jeunes filles se mettent à pleurer, claquer des dents et tremblent. La Vierge, disent-elles, leur montre « des têtes décapitées », « un fleuve de sang », « des gens qui s'entretuent », des cadavres abandonnés sans que personne vienne les enterrer,. La foule en garde une impression de peur, de panique et de tristesse,,.
Très vite Nathalie et Marie-Claire disent ne plus avoir d'apparitions, et seule Alphonsine continue d'en bénéficier. Ces apparitions prennent fin le 28 novembre 1989,,.

### Génocide des Tutsi au Rwanda

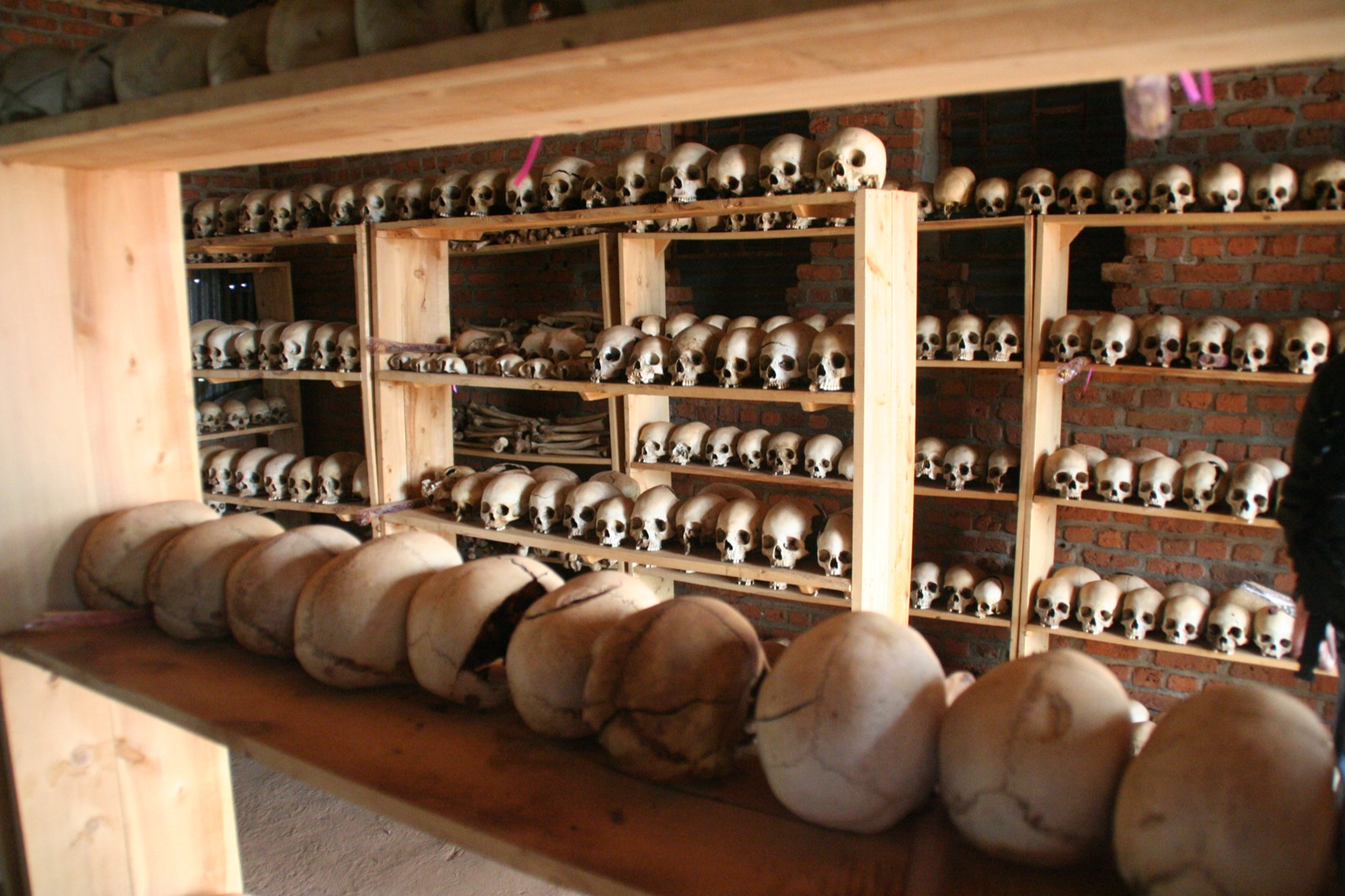
Mémorial du génocide installé dans l'église de Ntarama.

Les visions des voyantes du 15 août 1982 vont être interprétées, a posteriori comme une « annonce prophétique » des massacres du génocide de 1994,,,. Yves Chiron écrit, reprenant une lettre du 26 juin 1994 adressée à l'auteur par un missionnaire local, le père Guy Theunis : « Le lien entre les événements actuels et Kibeho sont diversement interprétés ; pour certains la Vierge avait annoncé ces événements (il faudrait vérifier, mais comme les paroles notées comportent déjà plus de 10 000 pages, on pourra facilement trouver des paroles interprétables en ce sens) ; pour d’autres, comme les massacres ont eu lieu à Kibeho comme ailleurs, avec la même gravité et la même intensité, Kibeho n’est pas un lieu plus “religieux” ou plus “marial” qu’un autre. ».
Le 6 avril 1994, l'avion du président Rwandais, Juvénal Habyarimana est abattu par « un mystérieux tir de missiles ». En quelques heures « les extrémistes hutus s'emparent du pouvoir » et accusent l'opposition armée du FPR d'être les auteurs du tir de missile. Ils assassinent tous les ténors de l'opposition hutue et déclenchent le génocide contre les Tutsis présents dans le pays, et qui sont « collectivement accusés d'être complices du FPR ». C'est le début d'un énorme génocide qui va durer d'avril à juillet 1994. Les massacres feront plus de 800 000 victimes en trois mois, et près d'un million de tués durant tout le génocide.
Les extrémistes appellent la population à « venger le Président » tué dans son avion. Ils sont relayés par les autorités locales et « la Radio des Mille Collines » qui répètent les appels à la haine et au meurtre. Plus aucune autorité religieuse n'ose élever la voix pour stopper cette folie meurtrière. Les lieux de culte, qui ont toujours servi de refuge pour les Tutsis pourchassés, ne sont plus respectés en 1994. Même les civils réfugiés dans les églises sont tués.

### Reconnaissance
Le 1er janvier 1988, l'archevêque de Kigali consacre le Rwanda à la Vierge et confie au père Augustin Misago le soin de constituer une commission d'enquête pour étudier les apparitions de Kibeho. Celui-ci s'entoure de théologiens et après étude rend un avis positif.
Le 15 août 1988, Jean-Baptiste Gahamanyi, évêque de Butaré, autorise le culte public de Notre-Dame de Kibeho. La construction d'une « chapelle des apparitions » est décidée. La première pierre est posée le 28 novembre 1992.
Les apparitions sont reconnues officiellement le 29 juin 2001 par Augustin Misago, évêque du lieu,,,. Le décret de reconnaissance est promulgué au cours de la messe solennelle du 29 juin 2001. Cette messe est concélébrée dans la cathédrale de Gikongoro en présence du nonce apostolique au Rwanda, de tous les membres de la Conférence Épiscopale du Rwanda, de nombreux prêtres des différents diocèses du pays, de religieux et religieuses, et de fidèles laïcs venus d’un peu partout. Cette reconnaissance officielle par l'Église est la première qui a eu lieu sur le continent africain,.
La fête de Notre-Dame de Kibeho est célébrée le 28 novembre,.

## Message spirituel
En recoupant les messages que la Dame aurait transmis à Alphonsine, Nathalie et Marie-Claire, pour l’Église catholique, le message spirituel de Kibeho, se résumerait ainsi :
- un appel à la conversion et à la sincérité de la prière[8],[16],[15], et même une « conversion sans hypocrisie »[17].
- la tristesse de la Vierge en regardant le monde (les voyantes témoignèrent de ses pleurs)[8],[1]. Elle leur aurait confié que le monde court à sa perte sans la conversion (sincère) des cœurs.
- souffrir pour le salut du monde[8],[1],[6]. La Dame leur aurait dit : « Personne n'arrive au ciel sans souffrir »[2].
- la récitation régulière du rosaire et la remise à l'honneur du chapelet de Notre-Dame des Douleurs « dont l'apparition désire que la pratique croisse »[5],[N 6],[11],[1] et que, si récité en le méditant, il donnerait « la force de se repentir »[18],[19].
- la construction d'une chapelle à Kibeho[5].
- prier pour l’Église.

Les messages transmis par les voyants « insistent sur la dégradation spirituelle et morale du pays, et soulignent, selon un mode prophétique, les dangers qui peuvent en résulter ».

## Notoriété et influence

### Le sanctuaire marial de Kibeho

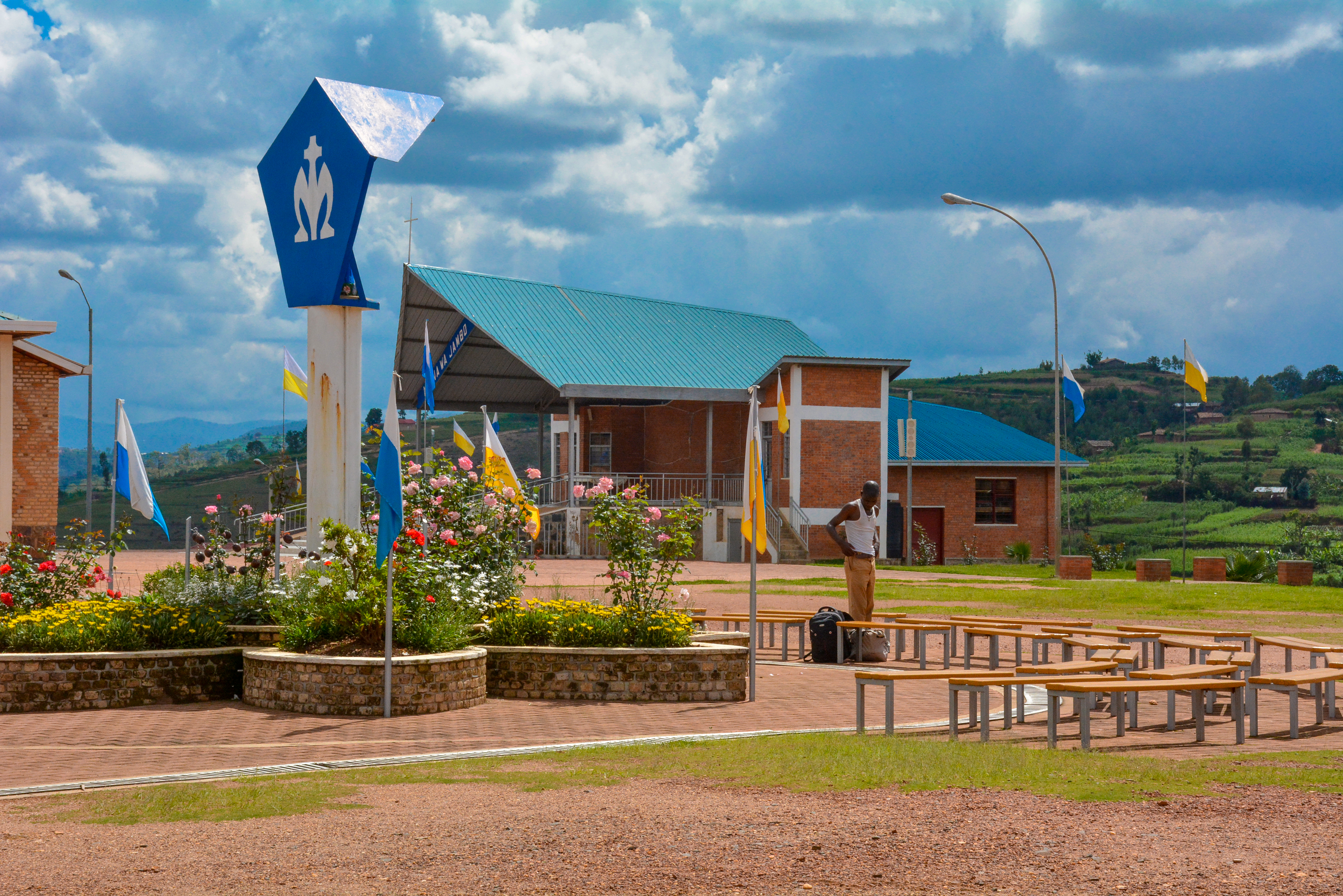
L'esplanade des apparitions dans le sanctuaire.

Après une enquête canonique diligentée par le diocèse, le culte à Notre-Dame de Kibeho est autorisé en 1988. Une première chapelle est mise en construction en 1992. Le site se développe rapidement pour répondre à l'afflux des pèlerins qui viennent même des pays voisins. Le génocide de 1994 et les violences qui suivent frappent durement la région. La paix retrouvée, le sanctuaire reprend son expansion. En 2003, le cardinal Crescenzio Sepe, vient inaugurer le sanctuaire appelant à la réconciliation des populations déchirées.
Face à la croissance des pèlerinages, une nouvelle église de grande capacité est mise en construction en 2020. Elle devrait être terminée en novembre 2021 et permettre d'accueillir 10 000 personnes à l'intérieur, et dix fois plus sur l'esplanade extérieure. Le site accueille aujourd'hui plus de 500 000 pèlerins par an venant du Rwanda et de l'étranger. Les autorités civiles espèrent une croissance des pèlerinages et du tourisme sur ce lieu grâce à la mise en service de ces nouvelles infrastructures,.

### Statue de Notre-Dame de Kibeho
Selon la première voyante, Alphonsine Mumureke, l'apparition  « n’était pas vraiment blanche muzungu, comme on la voit d’ordinaire sur les images. Je ne saurais préciser la couleur de sa peau. Elle était d’une beauté incomparable. Elle ne portait pas de souliers. Elle avait une robe blanche sans couture et portait sur la tête un voile également de couleur blanche. Ses mains étaient jointes à la hauteur de
la poitrine, les doigts dirigés vers le ciel ».
Après la déclaration de reconnaissance des apparitions en juin 2001, Augustin Misago a lancé en septembre un premier concours d’artistes « appelés à réaliser un modèle de statue de Notre-Dame de Kibeho » en suivant les renseignements fournis par les voyantes reconnues (renseignements collectés par la commission d'enquête canonique). Les premiers modèles fournis ont été trouvés décevants.
Un an plus tard, le 22 octobre 2002, un nouveau concours a été organisé. Trois groupes d'artistes, tous anciens élèves de l’École d’Arts de Nyundo, ont été composés. Chaque groupe, composé de deux personnes a réalisé une statue d'argile cuite de 60 cm. Nathalie Mukamazimpaka, la voyante présente sur le sanctuaire était régulièrement consultée par les équipes. Le 11 janvier suivant, un jury a été composé pour apprécier les réalisations. Après un long débat, le jury a choisi « la meilleure statue » parmi les trois modèles présentés. Le jury a demandé aux artistes de « retravailler encore de façon sérieuse leur œuvre ». Après un mois de travail, un nouveau modèle a été présenté. De nouvelles améliorations ont été demandées, notamment concernant le symbolisme des fleurs. Une autre statue est commandée à un artiste de Ruhengeri. Celui-ci s'inspire des précédents modèles, qu'il retravaille pour sculpter une statue en bois coloré. Le modèle est présenté de nouveau au jury à Kibeho le 7 août 2003. Le jury l'adopte définitivement malgré des imperfections qui persistent visiblement car « aucune statue de la Sainte Vierge ne peut prétendre être un portrait fidèle de sa personne ». La statue définitive est commandée à l'atelier de Marek Kowalski, artiste polonais, professeur à l'Académie des beaux-arts de Varsovie. La statue, terminée le 21 novembre 2003, est envoyée par avion pour être bénie et intronisée dans le sanctuaire le 28 novembre.
D'après l'évêque, la statue n'est pas « une image fidèle » de la Vierge apparue à Kibeho, mais « simplement d’un symbole conventionnel ». La statue, sculpté dans du bois et colorée mesure 1,2 m. Les fleurs vues par les voyantes aux pieds de la Vierge, lors des apparitions sont regroupées en trois catégories différentes. Elles symbolisent les hommes, notamment les foules de Kibeho, telles qu’elles sont devant Dieu en général et face au message de Kibeho donné par la Vierge. Ces fleurs au milieu desquelles Marie flotte constituent un des signes distinctifs de la statue de la Vierge de Kibeho.